# Sétimo milénio a.C.
O sétimo milênio a.C. abrangeu o período entre os anos 7.000 a.C. e 6.001 a.C..

## Culturas
- c. 7 000 a.C.: 
  - Começo da Cultura de Peligangue, na China.[1]
  - Aldeias agrícolas e neolíticas em Mergar, hoje Baluchistão, Paquistão.
  - Agricultura entre os povos da Nova Guiné.
  - Elam se torna uma região agrícola.
- c. 7000 a.C. – 6000 a.C.: a estátua de Aim-Gazal, hoje no Museu Nacional de Amã, é construída.
- c. 7000 a.C. – 550 a.C.: Civilização protoelamita e Elam.
- c. 6850 a.C. – 4800 a.C.: Agricultura avançada e uso inicial de cerâmica na região de Sesclo, Tessalônica, Grécia.
- c. 6800 a.C. – 4800 a.C.: Os primeiros porcos são domesticados na Europa a partir do javali.
- c. 6600 a.C.: O povoado de Çayönü, perto de Diarbaquir, no sudeste da Turquia, é abandonado; era habitado deste c. 7 200 a.C..
- c. 6500 a.C.: 
  - Período Paleolítico termina. Período Neolítico começa na China.
  - Começa a Cultura Houli na China.
- c. 6500 a.C. – 5500 a.C.: Çatalhöyük, na Turquia, tem cerca de 5 000 habitantes e pratica comércio de obsidiana.
- c. 6400 a.C.: 
  - A Cultura da cerâmica cardial começa a mover-se para o oeste pelo litoral do Mediterrâneo.
  - A Cultura Yarmukian começa em Sha'ar HaGolan, Israel.
- c. 6200 a.C.: Primeiros agricultores atravessam o Mar Egeu e chegam até o Danúbio, na Romênia e na Sérvia.[2]
- c. 6100 a.C.: Começo da Cultura de Halafe no sudeste da Turquia, Síria e norte do Iraque.

## Descobertas, Invenções e Avanços
- c. 7000 a.C.: 
  - O sítio Mesolítico de Lepenski Vir surge onde hoje é a Sérvia.
  - Começo da cerâmica no Antigo Oriente.
  - Elam se tornou uma região agrícola.
  - Domesticação chinesa do arroz, milhete, soja e inhame.
  - Pimenta, cabaça, abacate e abóbora são cultivados na costa do Pacífico da Guatemala.
- c. 7000 a.C. - 6000 a.C.: A transição para a agricultura começa na Mesoamérica.
- c. 6500 a.C.: Duas raças de cachorros não-lobos na Escandinávia, porcos domésticos em Jarmo e gado na Turquia (Çayönü).
- c. 6200 a.C.: Pinturas murais em Çatalhöyük, uma primeira cidade civilizada que prosperou com o comércio da obsidiana na Anatólia (moderna Turquia).
- Agricultura aparece nos Balcãs.
- A apicultura é registrada pela primeira vez em pinturas rupestres na África e leste da Espanha (Valência). As figuras mostram pessoas colhendo mel de árvores enquanto as abelhas voam ao redor.
- Pastorícia e cultivo de cereais no leste do Saara.
- Ouro e cobre nativos começam a ser usados.
- Oriente Médio: Domesticação da vaca.
- Fabricação de cerâmica arcaica e túmulos; tecnologia de jardins (América do Norte)
- América do Norte: Povos ameríndios começam a usar a pedra para moer a comida e caçar o Bisão-americano e outros animais.
- Caducifólias aparecem em Long Island.
- América do Norte: o Oceano Atlântico esfria de 3 a 6°C devido a grandes enchentes.
- México: Pequena agricultura começa.
- Mediterrâneo Oriental: Formas de cerâmica se tornam decorações.